# Le passioni dell'anima
Le passioni dell'anima è un'opera del filosofo francese Cartesio, scritta nel 1649 ad Amsterdam nei Paesi Bassi.

## Contenuto
Le passioni dell'anima è l'ultimo trattato scritto da Cartesio, vede la luce pochi mesi prima dell'improvvisa scomparsa dell'autore nel 1650. In origine doveva avere solo destinazione privata, a beneficio della principessa Elisabetta di Boemia, afflitta da numerosi problemi di salute, che Cartesio considerava conseguenze di affezioni dell'anima. L'opera giunge alla sua forma finale dopo che il filosofo inizia un rapporto epistolare con la regina Cristina di Svezia, desiderosa di ricevere un'istruzione filosofica. Egli riprende i contenuti emersi dalle lettere con Elisabetta di Boemia e li sistematizza. Il trattato è diviso in tre parti e presenta 212 articoli.
Nella prima parte vi è un'analisi del corpo umano e della mente umana (mens). Negli articoli 31 e 32 presenta il luogo fisico in cui anima e corpo sono "a contatto", ossia la ghiandola pineale: nonostante l'anima sia congiunta a tutto il corpo, in questo punto esercita le sue funzioni in modo più specifico. Presenta la sua versione della circolazione sanguigna, in cui il sistema cuore-polmoni ricopre il ruolo fondamentale. Nello specifico offre una spiegazione termo-cardiaca del processo di raffinamento del sangue. Il cuore è presentato come una fornace che facendo ribollire il composto sanguigno lo purifica e lo dilata, spingendolo a salire in linea retta verso il cervello. Nell'arco di questo processo emergono quelli che sono gli spiriti animali, ossia le particelle più rarefatte, sottili ed agili del fluido ematico originario, queste scorrono nei nervi e ottengono la denominazione di "animali" nel momento in cui giungono nel cervello (si veda la lettera ad Adolphus Vorstius del 1643). Questi hanno il compito di trasportare le impressioni generate da un oggetto esterno nel flusso percettivo che arriva al cervello, per compiere poi il percorso inverso, al fine di causare la risposta del corpo. Descrive il rapporto dell'anima umana con le passioni e argomenta come queste siano azioni sotto altri punti di vista.
Nella seconda parte tratta delle passioni, ritenute parte fondamentale dell'identità dell'uomo nella sua costituzione fisico-meccanica e pressoché indomabili se non attraverso l'abitudine, ovvero in gratia della ratio. Nella sua analisi, tenta di classificare le passioni descrivendo le cause del loro scatenarsi e anche il loro modo di esprimersi attraverso il corpo, nelle loro molteplici attestazioni fenomeniche (pianto, risata, livore e altre eventualità psicosomatiche) arrivando a considerare come passione più importante la meraviglia. Questa è priva di un opposto ed è la passione filosofica per eccellenza, costituisce un accorgimento primario della realtà. La meraviglia permette il generarsi di tutte le altre passioni, in quanto riconosce l'oggetto, che stimola l'apparato sensoriale, come degno di essere percepito. L'altra passione primaria senza un opposto tematico è il desiderio. Cartesio propone di andare oltre la classica dicotomia che prevede la simmetria tra ricerca del bene e fuga del male. Afferma nell'articolo 87: "mi sembra che sia sempre il medesimo il moto che ci porta alla ricerca del bene e, in pari tempo, alla fuga del male che gli è contrario", si tratta perciò di un'unica passione. Le altre quattro passioni primarie (fuorché la meraviglia) diventano nocive nel momento in cui si uniscono al desiderio e poggiano sulla conoscenza errate del contesto in cui si agisce. Perciò gli ultimi articoli della seconda parte sono incentrati sul differenziare la sfera dei desideri che dipendono unicamente dall'individuo e la sfera dei desideri che dipendono dall'azione altrui.
Nella terza parte vengono elencate le possibili combinazioni delle sei passioni primarie, che nella loro mescolanza formano le passioni composte e particolari. Negli ultimi due articoli Cartesio indica il rimedio contro le passioni nella loro forma più pericolosa per l'uomo: la conoscenza dei processi fisiologici che le generano, a cui deve accompagnarsi la capacità di gestire il loro insorgere, tramite un lungo dressaggio preventivo, grazie alla virtù. L'unico vero mezzo di contrasto efficace risulta essere solo una preparazione precedente al momento dell'emergere dell'improvviso flusso di spiriti animali, in quanto la volontà umana non è da sola in grado di contrastare l'irruenza emotiva del moto passionale fisiologico. Riconosce in ultima analisi che le passioni sono generalmente positive e che dal loro controllo tramite la saggezza può discendere una vita felice e soddisfacente.
Cartesio distingue tra passioni primarie-primitive e secondarie-derivate. Le primarie sono: meraviglia, gioia e tristezza, desiderio, amore e odio. Tra le passioni secondarie spicca su tutte la generosità, che si attesta quasi come una replica della ragione proiettata al livello emotivo, in quanto è caratterizzata da un movimento rigoroso, composto e costante, perciò è in grado di contrastare le altre passioni nel loro territorio specifico. Essa dipende dalla buona opinione che il soggetto ha di se stesso. Da ciò emerge la differenza con la sua controparte degenerata e viziosa: l'orgoglio. La generosità dipende dalla stima legittima che il soggetto ha verso sé stesso, ossia egli si apprezza per la "libera disposizione della sua volontà", riconoscendo che solo le azioni che dipendono esclusivamente dalla propria persona sono le uniche su cui vale la pena indirizzare il desiderio.
Cartesio precisa nella prefazione di voler parlare "in quanto fisico". Combina nel suo ultimo trattato le ricerche compiute negli anni compresi tra il 1620 e il 1630, attingendo al materiale presente nel trattato Il mondo ovvero Trattato della luce, nello specifico la sezione L'uomo, mai pubblicato in vita. Mette insieme la visione di una nuova scienza dell'uomo e le prime, rivoluzionarie prove della neurobiologia. Il trattato è stato recepito come problematico anche dai contemporanei e immediati successori di Cartesio, soprattutto per l'irrisolto problema del dualismo di mente e corpo. Ancora oggi importanti opere filosofiche e scientifiche contemporanee fanno riferimento, spesso in modo critico, a questo trattato cartesiano; studiosi come Edelman, LeDoux, Minsky, Gardner, Tononi e Damasio (celebre il testo L'errore di Cartesio. Emozione, ragione e cervello umano) vi si sono ampiamente confrontati nel corso degli ultimi vent'anni.

### Struttura dell'opera
- Parte prima: delle passioni in generale e incidentalmente di tutta la natura dell'uomo. Articoli 1-50.

- Parte seconda: sul numero e sull'ordine delle passioni e spiegazioni delle sei primitive. Articoli 51-148.

- Parte terza: Passioni particolari. Articoli 149-212.

## Edizioni
- Renato Cartesio, Le passioni dell'anima (PDF), traduzione di Adolfo Zamboni, Lanciano, R. Carabba, 1928. Ospitato su OPAL Libri antichi.
- Renato Cartesio, Le passioni dell'anima, a cura di Salvatore Obinu, Milano, Bompiani, 2003, ISBN 8845292193.
- Renato Cartesio, Le passioni dell'anima, in Cartesio - Opere volume secondo, traduzione di Eugenio Garin, Editori Laterza, Bari, 1967.
- Renato Cartesio, Le passioni dell'anima, introduzione, traduzione e note a cura di Alfonso Di Maio, Il Tripode, Napoli-Firenze, 1968.
- Renato Cartesio, Le passioni dell'anima, testo a cura di Giovanni Cairola, UTET, Torino, 1945.